# Alemania en los Juegos Olímpicos de Sankt Moritz 1928
Alemania estuvo representada en los Juegos Olímpicos de Sankt Moritz 1928 por un total de 44 deportistas que compitieron en 7 deportes.  
El portador de la bandera en la ceremonia de apertura fue el esquiador de combinada nórdica Karl Neuner.

## Medallistas
El equipo olímpico alemán obtuvo las siguientes medallas:
| Nombre                                                             | Deporte   | Competición |
| ------------------------------------------------------------------ | --------- | ----------- |
| Oro                                                                |           |             |
| —                                                                  |           |             |
| Plata                                                              |           |             |
| —                                                                  |           |             |
| Bronce                                                             |           |             |
| Hanns Kilian Valentin Krempl Hans Hess Sebastian Huber Hanns Nägle | Bobsleigh | Cinco M     |